# 五島市立玉之浦小中学校
五島市立玉之浦小中学校（ごとうしりつ たまのうらしょうちゅうがっこう, Goto City Tamanoura Elementary & Junior High  School）は、長崎県五島市玉之浦町にある公立の小中併設校。

## 沿革
- 2019年（平成31年）
  - 4月1日 - 玉之浦中学校・玉之浦小学校・平成小学校の各学校を統合し、本校開校[1]。開校時点の児童数25名・生徒数16名の計41名。
  - 4月9日 - 第1回入学式挙行。
  - 4月26日 - PTA設立総会開催。
- 2020年（令和2年）
  - 3月4日 - 新型コロナウイルス感染症拡大防止対策のため、この日から3月24日まで、臨時休校の措置を採る。
  - 3月17日 - 第1回卒業証書授与式挙行。
  - 3月末日 - 特別支援学級増設工事完了。
  - 4月22日 - 新型コロナウイルス感染症拡大防止対策のため、この日から5月6日まで、臨時休校の措置を採る。

## 学校教育目標
- 『汗を流して、未来を拓く』

## 通学区域
出典
- 玉之浦町玉之浦
- 玉之浦町立谷
- 玉之浦町大宝
- 玉之浦町小川
- 玉之浦町中須
- 玉之浦町幾久山
- 玉之浦町上の平
- 玉之浦町布浦
- 玉之浦町荒川
- 玉之浦町丹奈
- 玉之浦町頓泊

## 交通アクセス
- 五島バス「玉之浦・布浦・荒川線」・「向小浦線」で、「玉之浦中学校前」停留所下車。

## 周辺
- 国道384号
- 長崎県道164号玉之浦岐宿線
- 社会福祉法人五島市社会福祉協議会玉之浦地区へき地保育所 - 進学前保育所